# Kalkhällsdystermal
Kalkhällsdystermal, Monochroa inflexella är en fjärilsart som beskrevs av Ingvar Svensson 1992. Kalkhällsdystermal ingår i släktet Monochroa, och familjen stävmalar, Gelechiidae. Enligt den svenska rödlistan är arten starkt hotad, EN, i Sverige. Arten förekommer på Gotland, Öland och i Uppland. Arten är utöver i Sverige även funnen i Litauen, Tjeckien, Slovakien och Österrike. Artens livsmiljö är torra alvarartade marker med rik flora som domineras av brudbröd, (Filipendula vulgaris).